# جون روس بالمر
جون روس بالمر (بالإنجليزية: John Ross Palmer)‏ هو رسام وفنان أمريكي، ولد في 10 يناير 1974 في هيوستن في الولايات المتحدة.